# Аль-Малік ар-Рахім
Аль-Малік ар-Рахім (*д/н — 1058/1059) — емір Іраку в 1048—1055 роках. Тронне ім'я перекладається як «Милостивий володар». Повне ім'я — Абу Наср аль-Малік ар-Рахім Хосров Фіруз бен Імад ад-Дін Абу Каліджар Марзубан.

## Життєпис
Походив з династії Буїдів. Син шахіншаха Абу Каліджара. Про дату народження достеменних відомостей немає. При народженні отримав ім'я Хосров Фіруз, згодом додавши до нього Абу Наср. У 1048 році після смерті батька успадкував трон Іраку та права на титул старшого еміра і шахіншаха. Від халіфа він отримав почесне звання амір аль-умара. Втім йому не забажав користися брат Абу Мансур Фулад Сутун, що став еміром Фарсу. Тоді він відправив військо на чолі з іншим братом Абу Саад Хосров Шахом, який у 1049 році на чолі потужного військо вдерся до Фарсу та взяв в облогу Шираз, де отаборився Фулад. Втім внаслідок конфліктів у власному війську Абу Саад вимушений був повернутися до Багдада. В цей же час ар-Рахім остаточно втратив владу у Північному Омані.
У 1050—1051 роках точилася боротьба за Хузістан та його столицю Ахваз. Аль-Маоік ар-Рахім тричі втрачав це місто, але всякий раз йому вдавалося повернути його, незважаючи на спроти курдів та деяких арабських племен, що перейшли на бік Абу Мансура Фулада Сутуна.
У 1051 році війська ар-Рахіма вдерлися до Фарсу, завдавши поразки Абу Мансуру. Останній вимушений був тікати на північ. Замість нього ар-Рахім поставив залежним еміром іншого брата Абу Саад Хосров Шаха. У 1053 році останній зазнав поразки від Абу Мансура, що привів військо Сельджуків. У 1054 році ар-Рахім на деякий час відмовився від намірів захопити Фарс, оскільки загроза з боку Держави Сельджуків значно загострилася. Того ж року довелося придушувати повстання тюркських вояків в Багдаді. Скориставшись послаблення Бухдів Сельджуки у 1054 році захопити Хузістан.
У 1055 році дейлемітський військовик Фулад повалив Абу Мансур, перейшовши на бік Аль-Маоіка. Втім останній тягнув із призначенням Фулада новим намісником. Зрештою вирішив повернути брата Абу Мансура в якості залежного еміра. У грудні того ж року Тогрул-бек, володар Сельджуків, на чолі потужного війська прибув до Багдаду. Ар-Рахім не наважився йому чинити спротив та зголосився визнати владу сельджуків. Втім незабаром Тогрул-бек викликав Аль-Маліка ар-Рахіма до свого табору, де наказав схопити та відправити у заслання до Рей, де той помер у 1058 або 1059 році. На цьому правління династії Буїдів завершилося.